# Кашкаровка
Кашкаровка (укр. Кашкарівка) — село, Иверский сельский совет, Солонянский район, Днепропетровская область, Украина.
Код КОАТУУ — 1225083002. Население по переписи 2001 года составляло 31 человек .

## Географическое положение
Село Кашкаровка находится на расстоянии в 1 км от села Николо-Мусиевка и в 2,5 км от села Мирополь. По селу протекает пересыхающий ручей с запрудой.